# Competizioni Italiane Supermoto
Il Supermotard fece la sua comparsa in Italia, dal punto di vista delle Competizioni, nel 1998 con il valore di Coppa Nazionale di Supermotard mentre, 1999, ha assunto la valenza di Campionato Italiano Supermoto e nel 2001 sono state introdotte le classifiche separate per i piloti italiani.

## Competizioni di Supermotard a livello nazionale

### Campionato Italiano Supermoto
Si tratta della competizione più importante e di prima istituzione, dal 2010 comprende tre classi, S1, Open e Coppa.

### Coppa Italia AICS Supermoto
La Coppa Italia AICS (ex UISP) nasce nel 2005 con tre categorie: Sport (450cc), Prestige (over 475 cm³) e Open (cilindrata libera), organizzata dalla Tecnoteam.
Il più titolato pilota della Coppa Italia UISP Supermotard è Manuel Noto La Diega con tre affermazioni consecutive nella classe Open.
La Coppa Italia Tecnoteam si propone come competizione di supermotard per piloti di tutti i livelli, con classifiche separate per amatori (Sport e Prestige) e piloti più esperti (Open). Questi ultimi vengono scelti per merito secondo il gestore, in modo che corrano in una categoria che non intacchi la classifica dei piloti meno esperti.
All'inizio di ogni stagione accedono a questa categoria automaticamente i primi tre classificati di Sport e Prestige dell'anno precedente (dopo un anno di permanenza nella categoria Open una commissione valuta in base alle prestazioni del pilota durante il campionato la possibilità di rientrare nelle classi Sport e Prestige). 
Nel 2009, a causa della continua crescita di popolarità della competizione tra i piloti professionisti della disciplina e della loro sempre maggiore affluenza alla Coppa UISP, è stata introdotta una nuova categoria, la SuperOpen, che corre insieme alla Open ma con classifica separata. A tale nuova categoria partecipano i piloti già impegnati in campionati superiori quali italiano, europeo e mondiale, che abbiamo conseguito eccellenti risultati in campo nazionale, continentale ed internazionale e sono valutati ad insindacabile giudizio del comitato apposito del gestore.
Dal 2010 la Coppa Italia Tecnoteam viene patrocinata dalla AICS anziché dalla UISP e avviene una ridenominazione delle categorie.
Dal 2010 vigono tali categorie:
- Sport 450: 175-250 2t e 125-450 4t (ex-Sport);
- Sport oltre 450: 251-700cc 2t e 451-700cc 4t esclusi kit di maggiorazione (ex-Prestige);
- Expert: 250-750 2t e 4t, per piloti esperti, assegnazione decisa per merito da una commissione del gestore (ex-Open);
- Master: 250-750 2t e 4t, per piloti della classe Open partecipanti anche a campionati maggiori (ex-SuperOpen).

#### Campioni Tecnoteam Supermotard

##### CampioniExperteMaster
| Anno | Superider            | Paese             | Moto      | Classe |  | Anno | Superider       | Paese             | Moto  | Classe    |
| ---- | -------------------- | ----------------- | --------- | ------ |  | ---- | --------------- | ----------------- | ----- | --------- |
| 2010 | Eros Melzani         | Italia (bandiera) | Husqvarna | Expert |  | 2010 | Ryan Sconfietti | Italia (bandiera) | Honda | Master    |
| 2009 | Manuel Noto La Diega | Italia (bandiera) | Husqvarna | Open   |  | 2009 | Luca D'Addato   | Italia (bandiera) | Honda | SuperOpen |
| 2008 | Manuel Noto La Diega | Italia (bandiera) | Honda     | Open   |  |      |                 |                   |       |           |
| 2007 | Manuel Noto La Diega | Italia (bandiera) | Honda     | Open   |  |      |                 |                   |       |           |
| 2006 | Luca Framarin        | Italia (bandiera) | Husaberg  | Open   |  |      |                 |                   |       |           |
| 2005 | Enrico Foradini      | Italia (bandiera) | Honda     | Open   |  |      |                 |                   |       |           |

##### CampioniSport 450eSport oltre 450
| Anno | Superider         | Paese             | Moto     | Classe    |  | Anno | Superider         | Paese             | Moto     | Classe    |
| ---- | ----------------- | ----------------- | -------- | --------- |  | ---- | ----------------- | ----------------- | -------- | --------- |
| 2010 | Andrea Borella    | Italia (bandiera) | Honda    | Sport 450 |  | 2010 | Giuseppe Ziveri   | Italia (bandiera) | Aprilia  | Oltre 450 |
| 2009 | Marco Pezzimenti  | Italia (bandiera) | Honda    | Sport     |  | 2009 | Davide Scorolli   | Italia (bandiera) | Aprilia  | Prestige  |
| 2008 | Ryan Sconfietti   | Italia (bandiera) | Honda    | Sport     |  | 2008 | Giuseppe Verdelli | Italia (bandiera) | Husaberg | Prestige  |
| 2007 | Nicola Baccanti   | Italia (bandiera) | Kawasaki | Sport     |  | 2007 | Cristian Crepaldi | Italia (bandiera) | KTM      | Prestige  |
| 2006 | Eros Melzani      | Italia (bandiera) | Honda    | Sport     |  | 2006 | Marco Tonin       | Italia (bandiera) | KTM      | Prestige  |
| 2005 | Giuseppe Fiorella | Italia (bandiera) | Honda    | Sport     |  | 2005 | Marcello Baroli   | Italia (bandiera) | KTM      | Prestige  |

### Campionato nazionale ACSI "Italian Supermoto Series"
Nel 2010 l'Acsi Motorcycle Association e l'LMO Organization hanno dato il via all'ACSI Italian Supermoto Series. I Piloti sono divisi in due Categorie non per cilindrata bensì per esperienza: Master (Esperienza in competizioni nazionali o internazionali) ed Amateur (Esperienza in competizioni regionali o eventi locali).
Attualmente, dopo le prime quattro tappe (Chignolo Po "Le Colline 1", Salmour "Parco dei Giganti", Moncalieri "Club des Miles" e Ottobiano "South Milano Karting"), hanno partecipato 24 Piloti in "Master" e 22 in "Amateur". Il calendario prevede ancora due tappe: il 12/09/2010 ancora a Moncalieri ed una seconda giornata in data e pista da definirsi vista la cancellazione di una gara in programma a giugno.

### Trofeo Tricolore Supermotard
Il Trofeo Tricolore Supermotard (o TT Supermotard) è una competizione di Supermotard che si svolge interamente su circuiti cittadini tra Lombardia, Toscana ed Emilia-Romagna.
Il Trofeo è nato nel 2008 ed è l'evento più importante per quanto riguarda la pratica del Supermotard in zone Fieristiche e Urbane, soprattutto per la presenza fissa del tratto di sterrato: ciò lo rende un appuntamento di un certo livello per amatori e giovani piloti.
Per il 2009 il TT Supermotard prevedeva sei tappe, ridotte a tre per motivi organizzativi:
- Scandiano (23-24 maggio 2009)
- Piacenza (20-21 giugno 2009)
- Reggio Emilia ( 24-25 ottobre 2009)

Per la Stagione 2010, figlia di due anni di esperienza, sono state comunicate sei tappe più una tappa all'estero, a Zagabria (Croazia).
Si corre inoltre a Torino nel percorso cittadino utilizzato fino al 2008 per il Mondiale Supermoto.
- Torino (13-14 marzo 2010)
- Piacenza (10-11 aprile 2010)
- Bologna (8-9 maggio 2010)
- Venezia (12-13 giugno 2010)
- Ferrara (24-25 luglio 2010)
- Zagabria (25-26 settembre 2010)
- Reggio Emilia (23-24 ottobre 2010)

Il trofeo è "unlimited", ovvero a classi unificate e senza limiti di cilindrata: S1 ed S2 corrono insieme e figurano nella medesima classifica finale.

## Competizioni di Supermotard a livello regionale
Valenza regionale (Con gare e classifiche divise in S1; S2 ed SM Stock):
- Trofeo Centro-Sud Italia F.M.I. (ex Trofeo Lazio e Trofeo Centro Italia)
- Campionato Regionale Lombardia-Piemonte F.M.I.
- Campionato Regionale Triveneto-EmiliaRomagna F.M.I.

Di notevole livello ed interesse, tra gli altri, i diversi Trofei Monomarca (organizzati dalle Case):
- Trofeo HM Honda Supermoto (HM/Honda 450cc)
- Trofeo Suzuki Valenti Supermoto (Suzuki 450cc)
- Trofeo Aprilia Supermoto (Aprilia SXV 450/550: Sport; Serie)
- Trofeo Husqvarna Supermoto (Husqvarna: Racing; Stock; classe 125)